# Tschutowe
Tschutowe (ukrainisch Чутове; russisch Чутово Tschutowo) ist eine Siedlung städtischen Typs und war bis Juli 2020 das administrative Zentrum des gleichnamigen Rajons Tschutowe im Osten der Oblast Poltawa, Ukraine mit etwa 6.000 Einwohnern (2016).

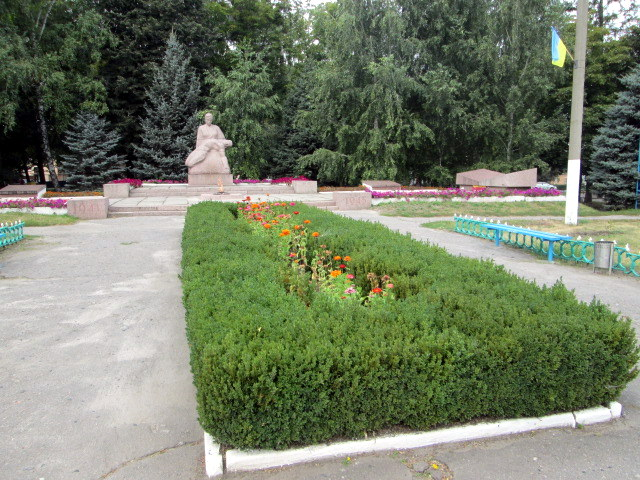
Denkmal im Ort

## Geographie
Tschutowe liegt am Tschutiwka (ukrainisch Чутівка), ein kleiner Nebenfluss des Kolomak, der wiederum in die Worskla mündet.
Das Oblastzentrum Poltawa ist über die Fernstraße M 03/ Europastraße 40 nach 54 km in südwestliche Richtung zu erreichen und die Stadt Walky auf selber Straße nach 38 km Richtung Nordosten.

## Geschichte
Das Dorf wurde 1743 erstmals schriftlich erwähnt. Am 13. Oktober 1941 wurde Tschutowe von Truppen der Wehrmacht besetzt und am 20. September 1943 von Truppen der Roten Armee befreit. Seit dem 13. April 1957 besitzt Tschutowe den Status einer Siedlung städtischen Typs.

## Verwaltungsgliederung
Am 12. Juni 2020 wurde die Siedlung zum Zentrum der neugegründeten Siedlungsgemeinde Tschutowe (Чутівська селищна громада/Tschutiwska selyschtschna hromada). Zu dieser zählen auch die 28 in der untenstehenden Tabelle aufgelisteten Dörfer, bis dahin bildete sie zusammen mit den Dörfern Kantemyriwka, Lyssytscha, Nowofedoriwka, Ochotsche, Stinka und Wodjane die gleichnamige Siedlungsratsgemeinde Tschutowe (Чутівська селищна рада/Tschutiwska selyschtschna rada) im Osten des Rajons Tschutowe.
Am 17. Juli 2020 kam es im Zuge einer großen Rajonsreform zum Anschluss des Rajonsgebietes an den Rajon Poltawa.
Folgende Orte sind neben dem Hauptort Tschutowe Teil der Gemeinde:
| Name                     | Name          | Name                               |
| ukrainisch transkribiert | ukrainisch    | russisch                           |
| ------------------------ | ------------- | ---------------------------------- |
| Dondassiwka              | Дондасівка    | Дондасовка (Dondassowka)           |
| Hrjakowe                 | Грякове       | Гряково (Grjakowo)                 |
| Junaky                   | Юнаки         | Юнаки (Junaki)                     |
| Kantemyriwka             | Кантемирівка  | Кантемировка (Kantemirowka)        |
| Kotschubejiwka           | Кочубеївка    | Кочубеевка (Kotschubejewka)        |
| Lewenziwka               | Левенцівка    | Левенцовка (Lewenzowka)            |
| Losuwatka                | Лозуватка     | Лозоватка (Losowatka)              |
| Lyssytscha               | Лисича        | Лисичья (Lissitschja)              |
| Nowe Hrjakowe            | Нове Грякове  | Новое Гряково (Nowoje Grjakowo)    |
| Nowofedoriwka            | Новофедорівка | Новофёдоровка (Nowofjodorowka)     |
| Nyschni Riwni            | Нижні Рівні   | Нижние Ровни (Nischnije Rowni)     |
| Ochotsche                | Охоче         | Охочее (Ochotscheje)               |
| Perschotrawnewe          | Першотравневе | Першотравневое (Perschotrawnewoje) |
| Rospaschne               | Розпашне      | Распашное (Raspaschnoje)           |
| Schtschaslywe            | Щасливе       | Счастливое (Stschastliwoje)        |
| Selenkiwka               | Зеленківка    | Зеленковка (Selenkowka)            |
| Smorodschtschyna         | Смородщина    | Смородщина (Smorodschtschina)      |
| Stinka                   | Стінка        | Стенка (Stenka)                    |
| Storoschowe              | Сторожове     | Сторожевое (Storoschewoje)         |
| Taweriwka                | Таверівка     | Таверовка (Tawerowka)              |
| Tojbik                   | Тойбік        | Тойбик (Toibik)                    |
| Tschernjakiwka           | Черняківка    | Черняковка (TSchernjakowka)        |
| Wassyliwka               | Василівка     | Василевка (Wassilewka)             |
| Werchni Riwni            | Верхні Рівні  | Верхние Ровни (Werchnije Rowni)    |
| Wilchuwatka              | Вільхуватка   | Ольховатка (Olchowatka)            |
| Wodjane                  | Водяне        | Водяное (Wodjanoje)                |
| Wojniwka                 | Войнівка      | Войновка (Woinowka)                |
| Wynomyniwka              | Виноминівка   | Виноминовка (Winominowka)          |

## Bevölkerungsentwicklung
| 1859  | 1959  | 1970  | 1979  | 1989  | 2001  | 2016  |
| ----- | ----- | ----- | ----- | ----- | ----- | ----- |
| 1.877 | 7.331 | 5.058 | 5.766 | 6.647 | 6.419 | 6.176 |

Quelle: 